# Jorge Muñoz Fernández
Jorge Muñoz Fernández es un poeta y activista político colombiano nacido en Popayán, Colombia. Obtuvo en 2006 la nacionalidad canadiense.

## Biografía

### Orígenes
Nació el 4 de noviembre de 1954 en el seno de una familia de clase media de Popayán. Su padre fue Jorge Muñoz Arcos, comerciante; y su esposa Emilia Fernández Sánchez, docente de la Secretaría de Educación del Cauca. Sus abuelos fueron por parte paterna: Patrocinio Muñoz y su esposa Felisa Arcos, oriundos de Génova, Nariño; y maternos: Miguel Fernández y Rosario Sánchez, procedentes de Silvia, Cauca. Hermanos: Carlos Arturo (f), Amparo, Alba Felisa, Lulú Muñoz Fernández. El vate es padre de: Tatiana Muñoz Sandoval, Boris Juliao Muñoz Gallego (f), Belquis Muñoz Gallego, Jorge Luis Muñoz Gallego y Juan Pablo Muñoz Gallego.

### Estudios
Cursó estudios de bachillerato en la Normal de Varones de Popayán. Inició estudios de derecho en la Universidad del Cauca y los culminó en la Universidad Santiago de Cali. Posteriormente cursó estudios a nivel de doctorado en Conflicto, Paz y Democracia en la Universidad de Granada, España. Realizó estudios de diplomado de Derecho Internacional Humanitario en la Universidad del Cauca. Finalmente fue admitido por la Universidad de Manizales al doctorado de Educación y Desarrollo Humano.

### Poeta
Autor del libro Coordenadas Poéticas con el que obtuvo el Primer Lugar en el Concurso Literario Ubevista Eduardo Sifontes, de la Universidad Bolivariana de Venezuela, 2009. Miembro de la ACE - Asociación Caucana de Escritores desde 2012.

### Columnista de prensa
Jorge Muñoz Fernández ha escrito con el seudónimo de Mateo Malahora en los periódicos colombianos: Las Dos Orillas, diario El Liberal y Nuevo Liberal de Popayán, Proclama del Cauca, Proyección del Cauca y Periódico Virtual. También fue columnista del Diario El Espectador y el Nuevo Día de Ibagué. En 2009 obtuvo el premio de poesía Premio Nacional de Poesía, “Eduardo Sifontes”, de la Universidad Bolivariana de Venezuela, UBV.

### Activista de Paz
Se desempeñó en Colombia como Presidente de la “Comisión de Diálogo del Cauca”, que contribuyó al proceso de paz con el Movimiento 19 de Abril, M-19, y “Caucanos por la Paz, que hizo posible el tratado de paz con el Movimiento Armado Indígena “Quintín Lame”, hechos que condujeron a la Asamblea Nacional Constituyente y dieron origen a la Constitución de 1991.

### Actividad Política
Se ha desempeñado también como Concejal de Popayán en 1990, diputado y presidente de la Asamblea Departamental del Cauca en 1974, Personero Municipal y como tal, cofundador de la Federación Nacional de Personeros; Secretario de Gobierno de Popayán en 1992; alcalde encargado de Popayán en varios periodos durante la administración de Luis Fernando Velasco de 1992 a 1994; así como Defensor del Pueblo Regional del Cauca en 1998, organizador del Primer Simposio Internacional de Derecho Internacional Humanitario; en la actualidad es abogado miembro de la Asociación Americana de Juristas, y en su ejercicio litiga ante la Comisión Interamericana de Derechos Humanos, CIDH, de la Asociación de Expresos Políticos y Torturados de Chile en Vancouver B.C., Canadá, donde permaneció exiliado por denuncias contra grupos paramilitares. En 1978 fundó la casa de Amistad Colombo-Cubana para intercambios académicos y turísticos con Cuba.